# Piros szender
A piros szender (Deilephila porcellus) a rovarok (Insecta) osztályának lepkék (Lepidoptera) rendjébe, ezen belül a szenderfélék (Sphingidae) családjába tartozó faj.

## Előfordulása
A piros szender elterjedési területe egész Európa, az Alpokban 1600 méter magasságig. Továbbá előfordul Nyugat-Ázsiában és Észak-Afrikában. A szőlőszendernél (Deilephila elpenor) kevésbé gyakori, de azért nem ritka.

## Megjelenése
A piros szender elülső szárnya 2,2–2,8 centiméter hosszú. Lényegesen kisebb termetű, mint a szőlőszender, amelyhez színben és rajzolatban hasonlít. Az viszont nem annyira piros, mint ez a faj. Míg a szőlőszendernél egyenes vonal húzódik a szárny külső szélén egészen annak csúcsáig, a piros szender elülső és hátulsó szárnyain széles, vörösbarna, cikcakkos vonalú sáv látható, mely ugyancsak a szárnyak csúcsánál végződik. A piros szender potroha felül majdnem egyszínű vörös, a szőlőszenderé felül olajzöld, középen lilásvörös, hosszanti sávval.

## Életmódja
A piros szender nyirkos ligeterdők, lapályok és patakpartok lakója. E szenderfaj nappal is repül. Tápnövényei füzike- és galajfajok.

## Szaporodása
A piros szender repülési ideje áprilistól június végéig tart. Egy nemzedéke van évente. Hernyóidőszaka július–augusztus között van. A hernyók különböző színezetűek: élénkzöld, barna és feketés egyedeik vannak.

## Képek

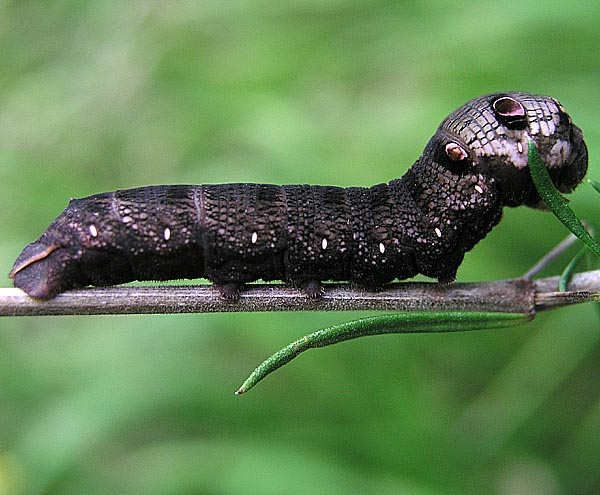
Hernyója
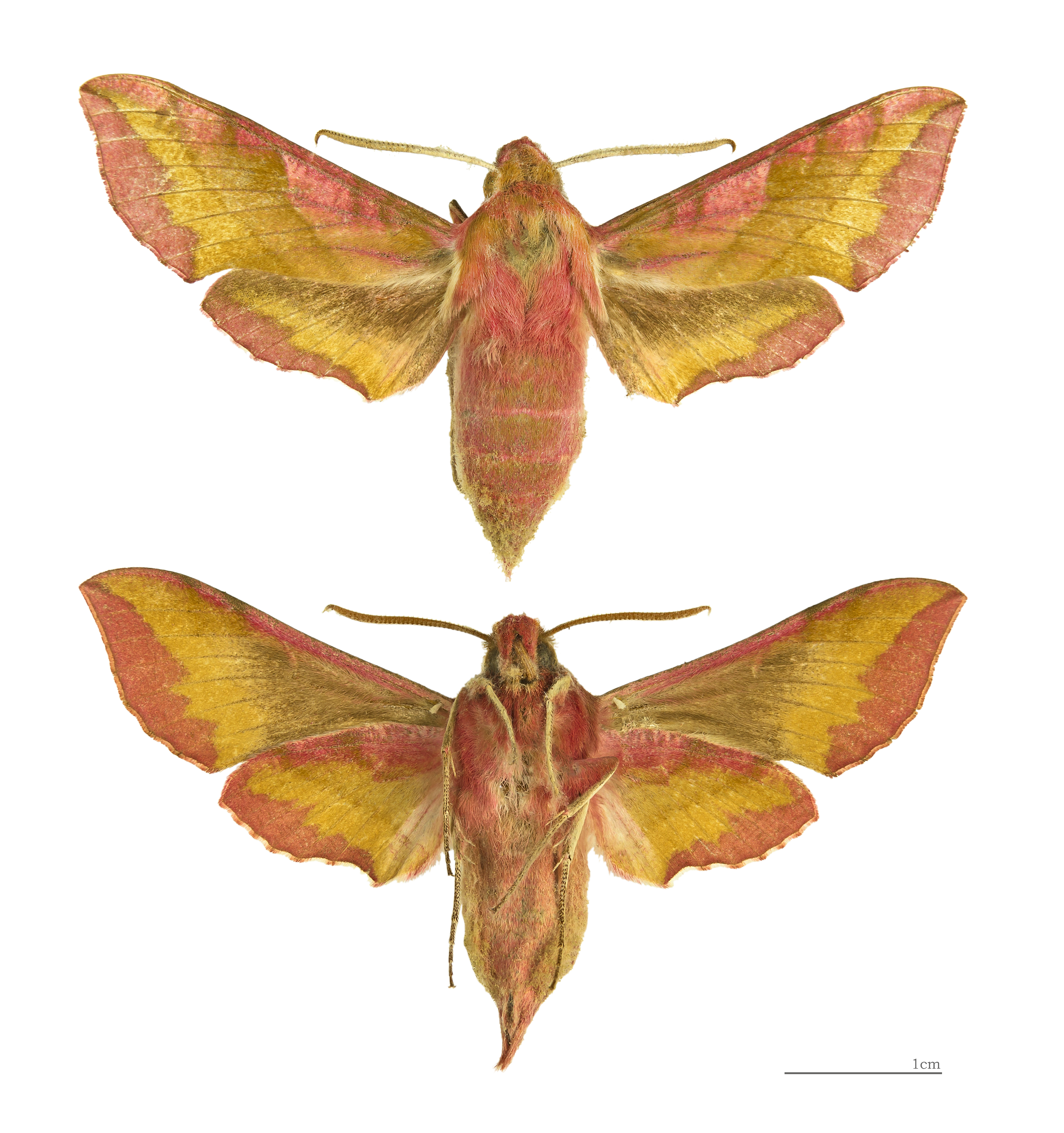
Ugyanaz a piros szender felülről és alulról nézve